# Præsidentvalget i Frankrig 2012
Frankrigs præsidentvalg 2012 blev afholdt den 22. april og 6. maj 2012. Resultatet af første runde den 22. april, blev at François Hollande og Nicholas Sarkozy gik videre til anden runde. Anden runde af valget foregik den 6. maj 2012, hvor de sidste valgsteder lukkede kl. 20:00. Umiddelbart herefter kunne det konstateres at vinderen af valget blev François Hollande med 51,63% af stemmerne. Frankrig havde herefter fået sin første socialistiske præsident i 17 år.

## Valget i 2012
Første valgrunde fandt sted den 22. april 2012, mens anden valgrunde fandt sted den 6. maj 2012.

### Anden valgrunde i 2012
Ved den anden valgrunde den 6. maj 2012  blev François Hollande fra Parti Socialiste valgt til præsident med 51,63 procent af stemmerne, mens Nicolas Sarkozy fra UMP – Union for en folkelig bevægelse fik 48,37 procent af stemmerne.
Ved valget i 2017 forventes det tidligere UMP at opstille under navnet Republikanerne.

### Mellemstore partier ved første valgrunde i 2012
Ved den første valgrunde den 22. april 2012  fik Marine Le Pen fra Front National 17,90 procent af stemmerne, mens Jean-Luc Mélenchon fra Front de gauche (med PDG og PCF) fik 11,10 procent af stemmerne. Desuden fik François Bayrou fra Mouvement démocrate 9,13 procent af stemmerne.

### Mindre partier ved første valgrunde i 2012
Ved den første valgrunde den 22. april 2012 fik den norsk–franske Eva Joly fra Europe Écologie Les Verts 2,31 procent af stemmerne.
De andre kandidater fra små partier var:
- Nicolas Dupont-Aignan fra Debout la République (DLR) med 1,79 procent af stemmerne.
- Philippe Poutou fra Nouveau Parti anticapitaliste med 1,15 procent af stemmerne.
- Nathalie Arthaud fra Lutte ouvrière med 0,56 procent af stemmerne.
- Jacques Cheminade fra Solidarité et Progrès med 0,25 procent af stemmerne.

## Kandidater
|  | Kandidat              | Parti                             | Resultat af første runde | Resultat af anden runde |
|  | --------------------- | --------------------------------- | ------------------------ | ----------------------- |
|  | François Hollande     | Parti Socialiste                  | 28,63 %                  | 51,63 %                 |
|  | Nicolas Sarkozy       | Union pour un Mouvement Populaire | 27,18 %                  | 48,37 %                 |
|  | Marine Le Pen         | Front National                    | 17,90 %                  |                         |
|  | Jean-Luc Mélenchon    | Front de gauche (med PDG og PCF)  | 11,10 %                  |                         |
|  | François Bayrou       | Mouvement démocrate               | 9,13 %                   |                         |
|  | Eva Joly              | Europe Écologie Les Verts         | 2,31 %                   |                         |
|  | Nicolas Dupont-Aignan | Debout la République              | 1,79 %                   |                         |
|  | Philippe Poutou       | Nouveau Parti anticapitaliste     | 1,15 %                   |                         |
|  | Nathalie Arthaud      | Lutte ouvrière                    | 0,56 %                   |                         |
|  | Jacques Cheminade     | Solidarité & Progrès              | 0,25 %                   |                         |